# Залоґі-Єнджейкі
Залоґі-Єнджейкі (пол. Załogi-Jędrzejki) — село в Польщі, у гміні Черниці-Борові Пшасниського повіту Мазовецького воєводства.
Населення — 54 особи (2011).
У 1975-1998 роках село належало до Цехановського воєводства.

## Демографія
Демографічна структура станом на 31 березня 2011 року:
|          | Загалом | Допрацездатний вік | Працездатний вік | Постпрацездатний вік |
| -------- | ------- | ------------------ | ---------------- | -------------------- |
| Чоловіки | 28      | 5                  | 19               | 4                    |
| Жінки    | 26      | 4                  | 14               | 8                    |
| Разом    | 54      | 9                  | 33               | 12                   |